# Combiers
Combiers (Combier en limousin, dialecte de l'occitan) est une commune du Sud-Ouest de la France, située dans le département de la Charente (région Nouvelle-Aquitaine).

## Géographie

### Localisation et accès

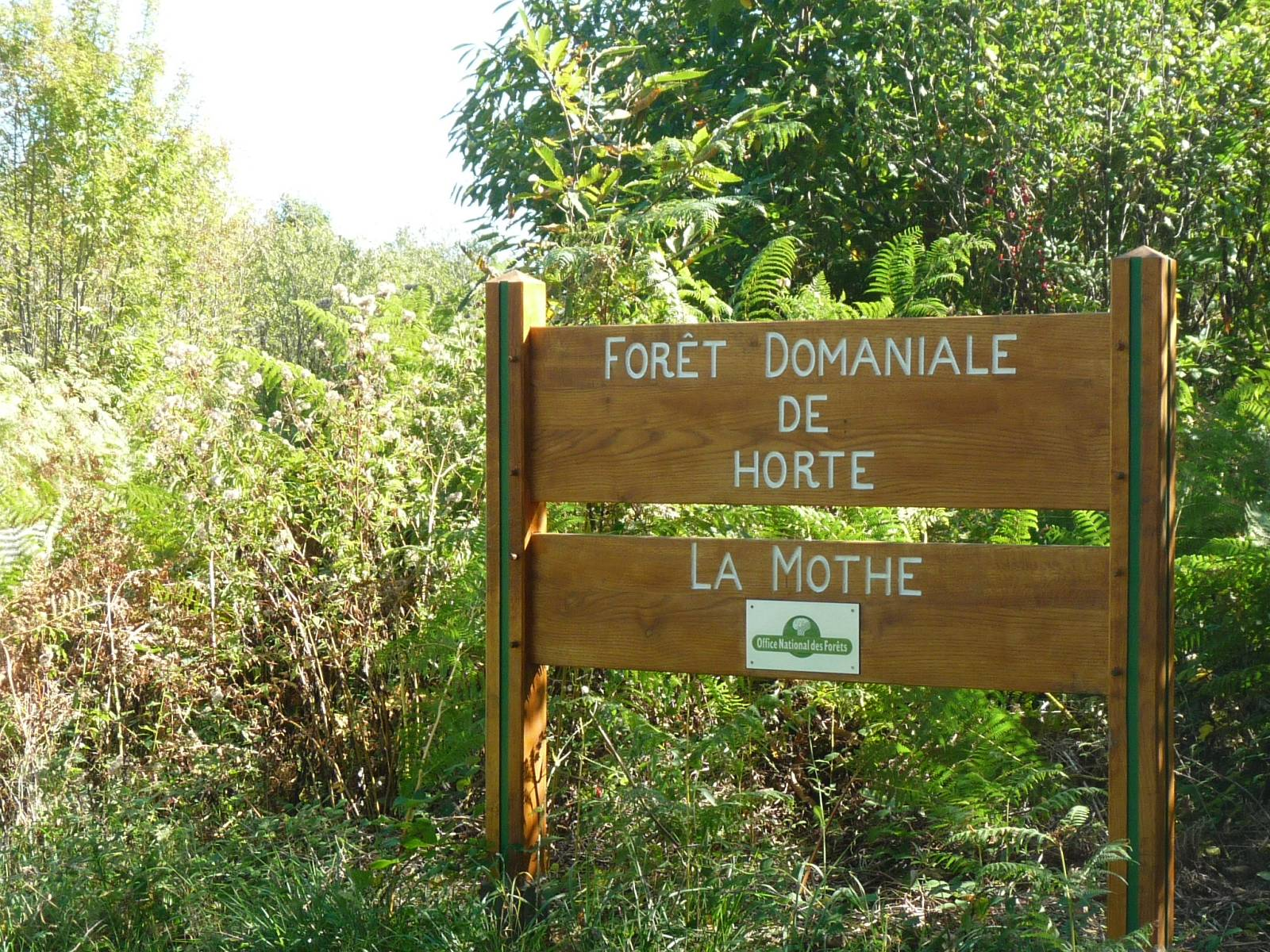
La forêt d'Horte à Combiers en arrivant de Charras.

Située au bord de la Lizonne (appelée aussi Nizonne) sur sa rive droite et en limite avec le département de la Dordogne, à 2 km à l'est de La Rochebeaucourt, Combiers est aussi en lisière de la forêt d'Horte.
Combiers est aussi à 11 km de Villebois-Lavalette, le chef-lieu de son canton, 13 km de Dignac, 20 km de Montbron et de Nontron, 30 km d'Angoulême et 42 km de Périgueux.
Combiers est principalement accessible par la D 939 entre Angoulême et Périgueux, qui passe au sud de la commune sur la rive gauche de la Lizonne (département de la Dordogne).
Des routes départementales de moindre importance traversent la commune. La D 25 dessert le bourg et va au nord en direction d'Angoulême par Charras et Sers. La D 41 dessert aussi le bourg et va en direction de Rougnac et Dignac. La D 87 à l'ouest de la commune relie La Rochebeaucourt à Rougnac et Sers. Les D 163, D 93, D 444 et D 109 passent aussi dans la commune.

### Communes limitrophes
Combiers est limitrophe de six autres communes, dont la moitié dans le département de la Dordogne.
| Rougnac | Charras                                   |                                    |
| Édon    | Combiers                                  | Mareuil en Périgord (Dordogne)     |
|         | La Rochebeaucourt-et-Argentine (Dordogne) | Sainte-Croix-de-Mareuil (Dordogne) |

### Géologie et relief

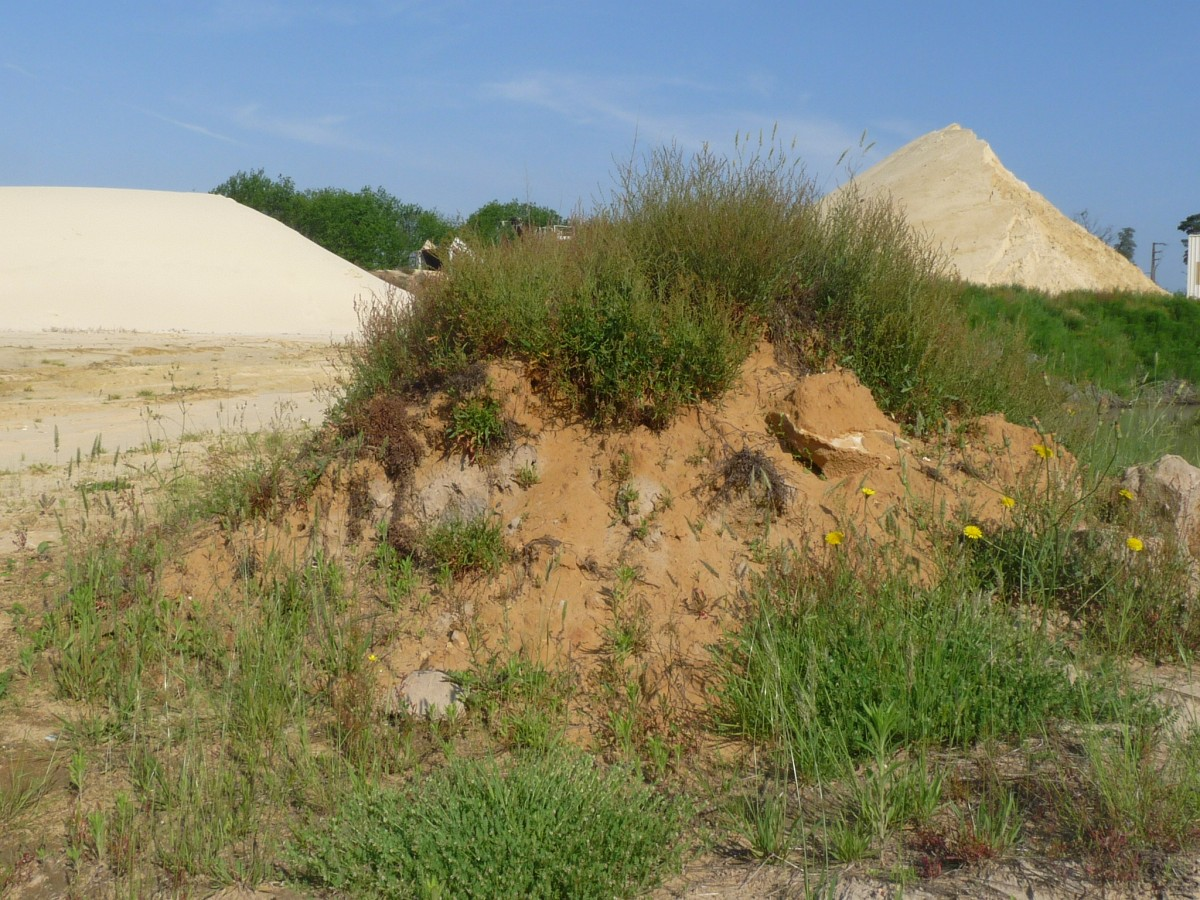
Carrière de sable du Maine au Loup.

Combiers est situé sur un plateau calcaire datant du Crétacé, qui s'étage du Cénomanien au Campanien, plus crayeux, bien que la limite avec le Jurassique passe tout près, au nord-est de la commune (anticlinal de Mareuil).
Ce plateau est toutefois entièrement couvert dans une grande partie de la commune par des dépôts d'origines tertiaire et détritique (galets, sable), altérites du Quaternaire (glaciations). Les apports du Tertiaire en provenance du Massif central sont plus importants dans une petite partie orientale (la Grange de la Forêt). Les sables provenant du Santonien recouvrent une grande partie de la commune. Toutes ces zones sont boisées,,.
On trouve d'anciennes mines de fer dans les environs de chez Métayer, du Temple et de la Grange de la Forêt et une carrière de sable au Maine au Loup.
Le relief de la commune est celui d'un plateau boisé assez vallonné d'une altitude moyenne de 170 m, bordé au sud-est par la vallée de la Lizonne, et entaillé par trois petites vallées qui y affluent. Le point culminant de la commune est à une altitude de 217 m, situé près du Clédou. Le point le plus bas est à 90 m, situé le long de la Lizonne au pont de La Rochebeaucourt. Le bourg, situé dans la vallée au bord de la Lizonne sur sa rive droite, est à 96 m d'altitude.

### Hydrographie

#### Réseau hydrographique
La commune est située dans le bassin versant de la Charente et  le bassin de la Dordogne au sein  du Bassin Adour-Garonne. Elle est drainée par la Lizonne, la Belle, la Manore et par divers petits cours d'eau, qui constituent un réseau hydrographique de 15 km de longueur totale,.
La commune est bordée au sud par la Nizonne, un affluent de la Dronne. Le territoire communal est presque entièrement dans le bassin versant de la Dordogne, la ligne de partage des eaux avec la Charente (bassin du Bandiat) passant à son extrémité nord-est.
La Belle, d'une longueur totale de 15,6 km, prend sa source dans la Dordogne, dans la commune de Mareuil en Périgord, et se jette  dans la Lizonne dans la Dordogne, à La Rochebeaucourt-et-Argentine, après avoir traversé 3 communes.
Arrosant toute la partie sud de la commune, la Nizonne, appelée Lizonne en aval de La Rochebeaucourt, d'une longueur totale de 60,49 km, prend sa source en Dordogne, dans la commune de Sceau-Saint-Angel et se jette  dans la Dronne à Bourg-du-Bost, après avoir traversé 21 communes. Elle a deux petits affluents qui prennent naissance dans la commune. À l'est, le ruisseau de la Lande prend naissance près de Lasfonds, et se jette dans la Lizonne près du bourg. À l'ouest, un autre petit ruisseau descend de Rozet.
Sur la limite sud-ouest, la Manore descendant de Rougnac se jette dans la Lizonne, au pied du château de la Rochebeaucourt.

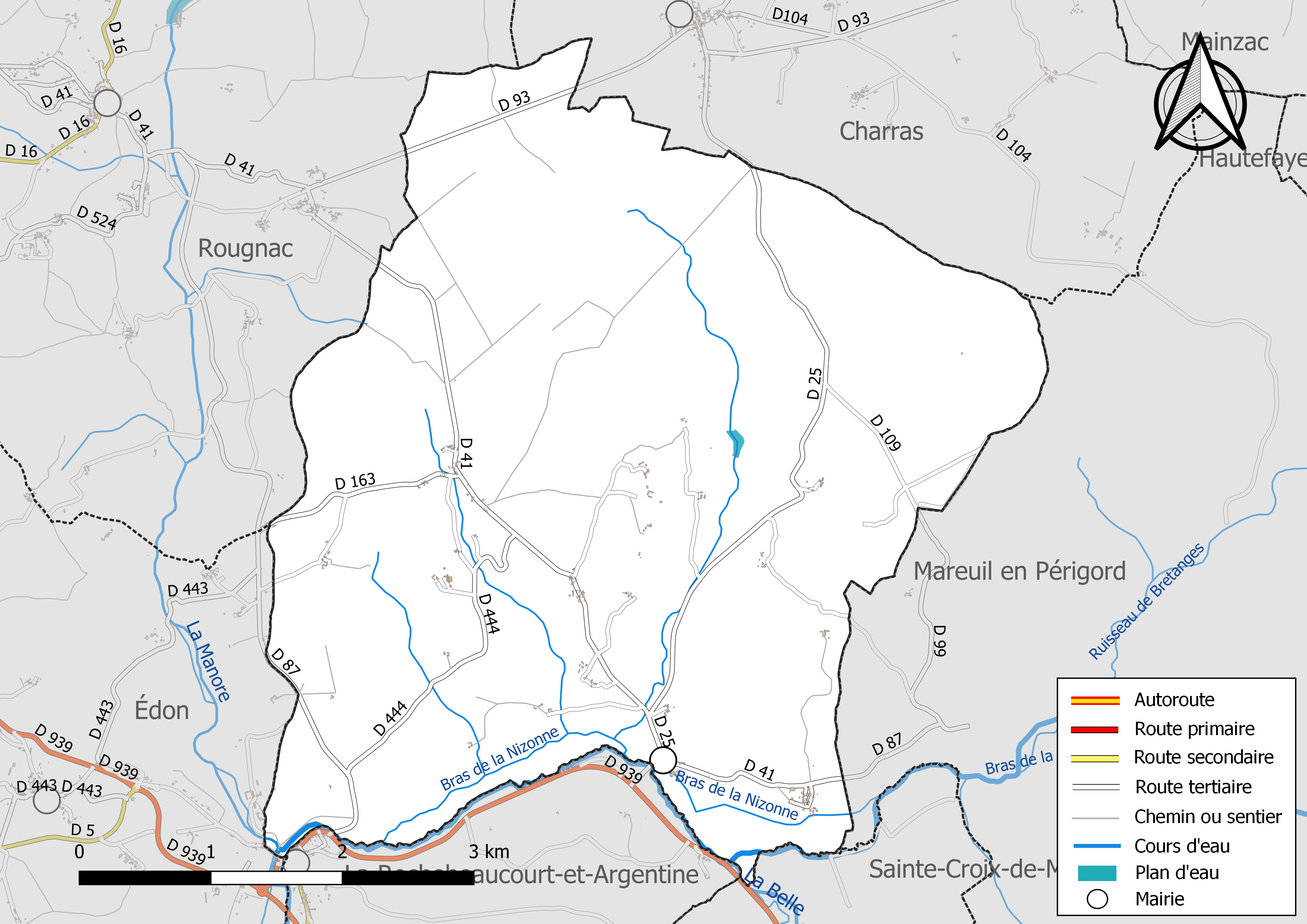
Réseaux hydrographique et routier de Combiers.
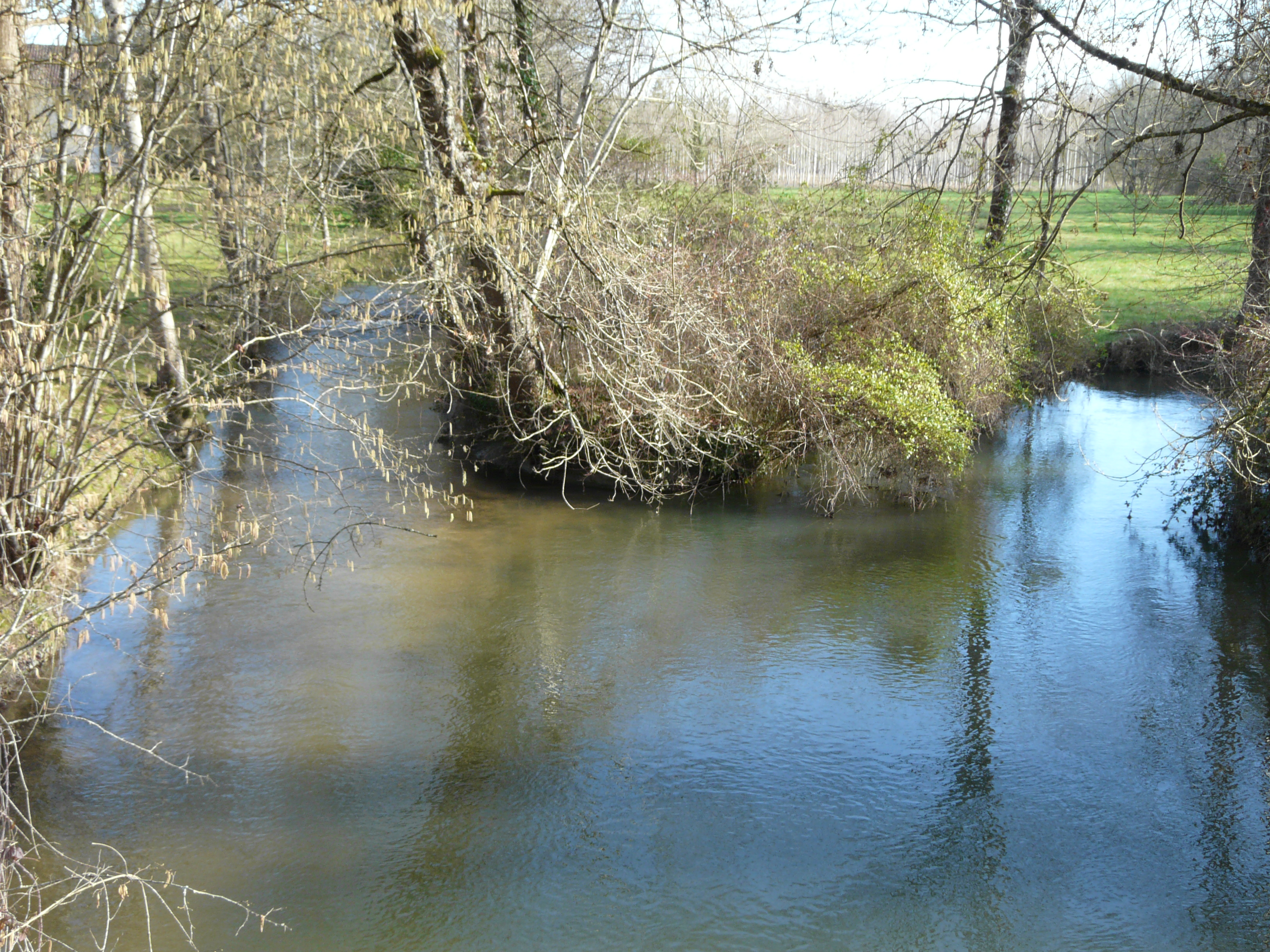
La Nizonne en amont du pont de la RD 25.
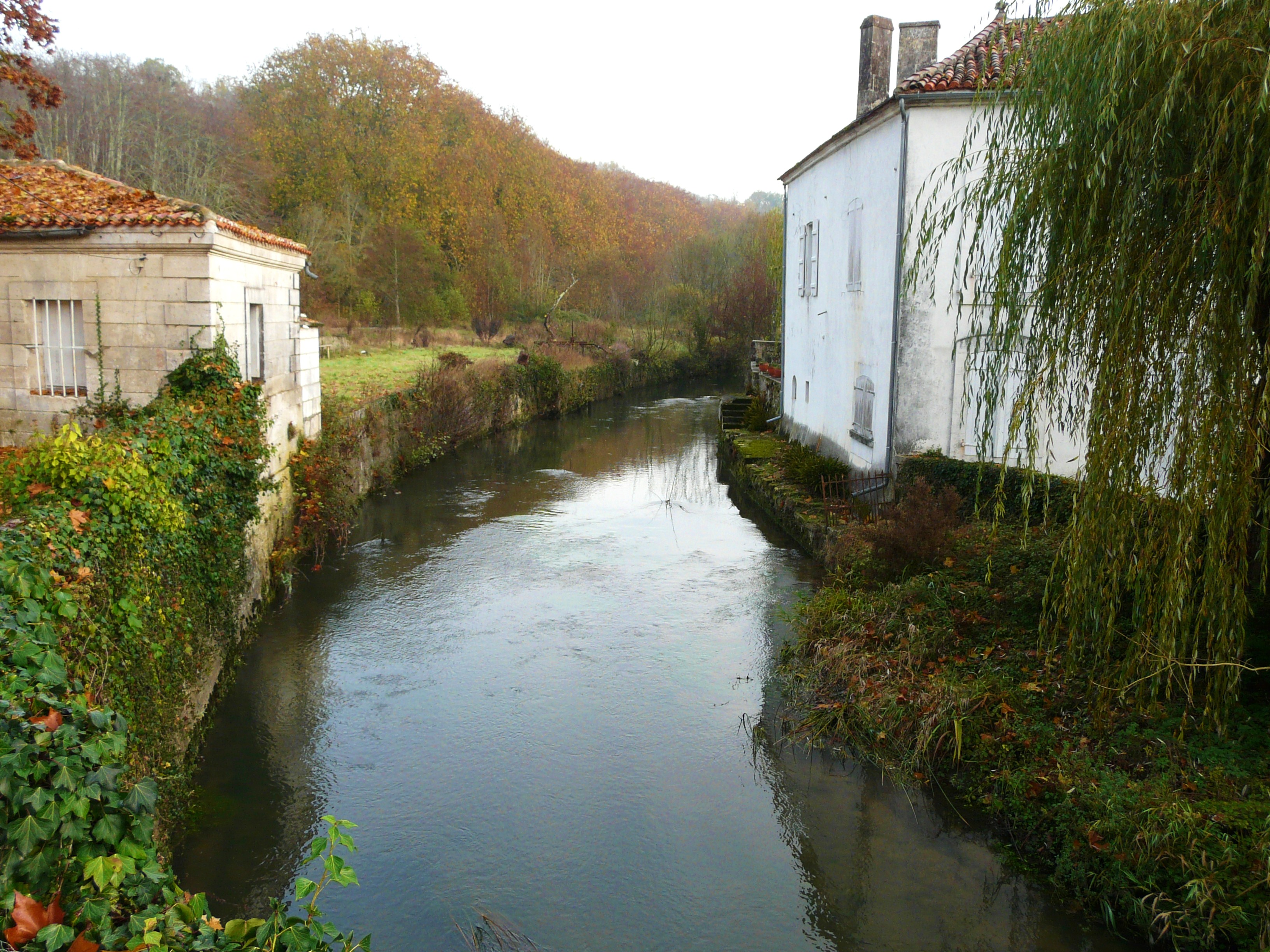
La Nizonne entre Combiers (à gauche) et La Rochebeaucourt.

#### Gestion des eaux
Le territoire communal est couvert par les schémas d'aménagement et de gestion des eaux (SAGE) « Charente » et « Isle - Dronne ». Le SAGE « Charente», dont le territoire correspond au bassin de la Charente, d'une superficie de 9 300 km2, a été approuvé le 19 novembre 2019. La structure porteuse de l'élaboration et de la mise en œuvre est l'établissement public territorial de bassin Charente. Le SAGE « Isle - Dronne», dont le territoire regroupe les bassins versants de l'Isle et de la Dronne, d'une superficie de 7 500 km2, a été approuvé le 2 août 2021. La structure porteuse de l'élaboration et de la mise en œuvre est l'établissement public territorial de bassin de la Dordogne (EPIDOR). Ils définissent chacun sur leur territoire les objectifs généraux d’utilisation, de mise en valeur et de protection quantitative et qualitative des ressources en eau superficielle et souterraine, en respect des objectifs de qualité définis dans le troisième SDAGE  du Bassin Adour-Garonne qui couvre la période 2022-2027, approuvé le 10 mars 2022.

### Climat
Comme dans les trois quarts sud et ouest du département, le climat est océanique aquitain.

### Milieux naturels et biodiversité

#### ZNIEFF
Selon l'Inventaire national du patrimoine naturel (INPN), le site « Marais alcalins de la vallée de la Nizonne » concerne la commune de Combiers. Dans les faits, les communes du département de la Charente mentionnées par la fiche ne font que tangenter cette zone naturelle d'intérêt écologique, faunistique et floristique (ZNIEFF), intégralement comprise dans le département de la Dordogne, comme le montre la carte du site. Ces communes de Charente, dont Combiers, sont traitées dans une autre ZNIEFF décrite ci-dessous.
À Combiers, la vallée de la Nizonne fait partie de la ZNIEFF de type II nommée « Vallées de la Nizonne, de la Tude et de la Dronne en Poitou-Charentes »,.
Vingt-deux espèces déterminantes d'animaux y ont été répertoriées :
- un amphibien : la Rainette verte (Hyla arborea) ;
- un crustacé, l'Écrevisse à pattes blanches (Austropotamobius pallipes) ;
- cinq insectes dont trois lépidoptères : l'Azuré de la sanguisorbe (Phengaris teleius), le Cuivré des marais (Lycaena dispar) et le Fadet des laîches (Coenonympha oedippus) et deux odonates : l'Agrion de Mercure (Coenagrion mercuriale) et la Cordulie à corps fin (Oxygastra curtisii) ;
- sept mammifères : la Loutre d'Europe (Lutra lutra) et le Vison d'Europe (Mustela lutreola), ainsi que cinq chauves-souris : le Murin à moustaches (Myotis mystacinus), l'Oreillard roux (Plecotus auritus), la Pipistrelle de Kuhl (Pipistrellus kuhlii), le Petit rhinolophe (Rhinolophus hipposideros) et la Sérotine commune (Eptesicus serotinus) ;
- quatre oiseaux : l'Alouette lulu (Lullula arborea), le Martin-pêcheur d'Europe (Alcedo atthis), le Milan noir (Milvus migrans) et le Tarier des prés (Saxicola rubetra) ;
- trois poissons : le Chabot commun (Cottus gobio), la Lamproie de Planer (Lampetra  planeri) et le Toxostome (Parachondrostoma toxostoma) ;
- un reptile : la Cistude (Emys orbicularis).

Vingt-neuf autres espèces animales (quatre mammifères et vingt-cinq oiseaux) y ont été recensées.

#### Natura 2000
Dans leur traversée de la commune, la Nizonne et sa vallée font partie d'une zone du réseau Natura 2000 « Vallée de la Nizonne » avec vingt espèces animales inscrites à l'annexe II de la directive 92/43/CEE de l'Union européenne :
- sept insectes : l'Agrion de Mercure (Coenagrion mercuriale), l'Azuré de la sanguisorbe (Phengaris teleius), la Cordulie à corps fin (Oxygastra curtisii), le Cuivré des marais (Lycaena dispar), le Damier de la succise (Euphydryas aurinia), le Fadet des laîches (Coenonympha oedippus) et le Gomphe de Graslin (Gomphus graslinii) ;
- dix mammifères : la Loutre d'Europe (Lutra lutra), le Vison d'Europe (Mustela lutreola), et huit chauves-souris : la Barbastelle d'Europe (Barbastella barbastellus), le Grand murin (Myotis myotis), le Grand rhinolophe (Rhinolophus ferrumequinum), le Minioptère de Schreibers (Miniopterus schreibersii), le Murin à oreilles échancrées (Myotis emarginatus), le Murin de Bechstein (Myotis bechsteinii), le Petit murin (Myotis blythii) et le Petit rhinolophe (Rhinolophus hipposideros) ;
- deux poissons : le Chabot fluviatile (Cottus perifretum) et la Lamproie de Planer (Lampetra  planeri) ;
- un reptile : la Cistude (Emys orbicularis).

## Urbanisme

### Typologie
Au 1er janvier 2024, Combiers est catégorisée commune rurale à habitat très dispersé, selon la nouvelle grille communale de densité à 7 niveaux définie par l'Insee en 2022.
Elle est située hors unité urbaine et hors attraction des villes,.

### Occupation des sols
L'occupation des sols de la commune, telle qu'elle ressort de la base de données européenne d’occupation biophysique des sols Corine Land Cover (CLC), est marquée par l'importance des forêts et milieux semi-naturels (72,1 % en 2018), une proportion sensiblement équivalente à celle de 1990 (72,4 %). La répartition détaillée en 2018 est la suivante : 
forêts (67,5 %), zones agricoles hétérogènes (13,4 %), terres arables (11,9 %), milieux à végétation arbustive et/ou herbacée (4,6 %), prairies (2,6 %). L'évolution de l’occupation des sols de la commune et de ses infrastructures peut être observée sur les différentes représentations cartographiques du territoire : la carte de Cassini (XVIIIe siècle), la carte d'état-major (1820-1866) et les cartes ou photos aériennes de l'IGN pour la période actuelle (1950 à aujourd'hui).

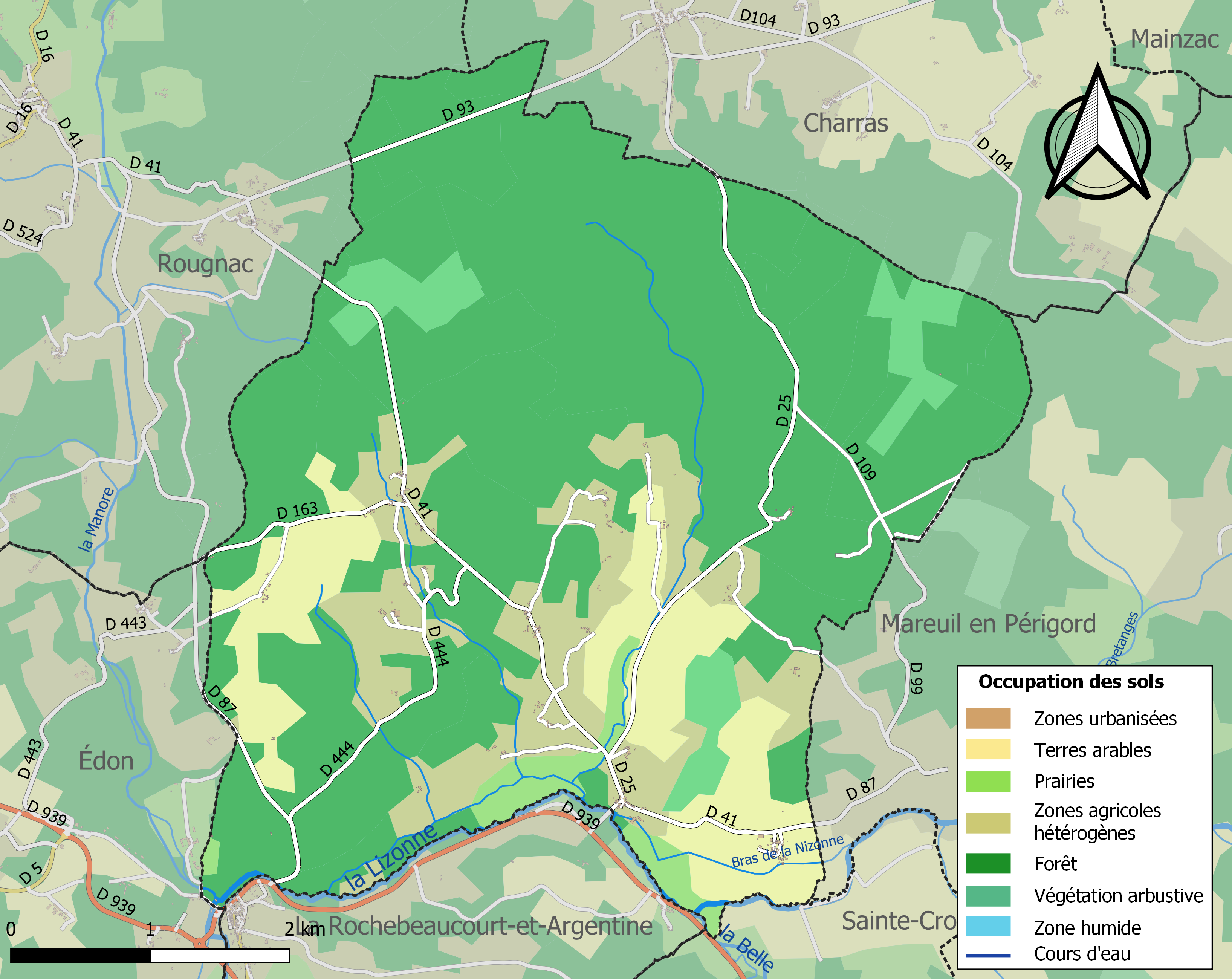
Carte des infrastructures et de l'occupation des sols de la commune en 2018 (CLC).

### Hameaux et lieux-dits
La commune assez étendue comporte de nombreux petits hameaux et fermes, principalement à la lisière de la forêt d'Horte. On peut citer Rozet, Lasfonds et la Peyre, les Roudiers, chez Bernard, la Chapelie, le Maine au Loup, Moulin Neuf.

### Risques majeurs
Le territoire de la commune de Combiers est vulnérable à différents aléas naturels : météorologiques (tempête, orage, neige, grand froid, canicule ou sécheresse), inondations, mouvements de terrains et séisme (sismicité faible). Un site publié par le BRGM permet d'évaluer simplement et rapidement les risques d'un bien localisé soit par son adresse soit par le numéro de sa parcelle.
Certaines parties du territoire communal sont susceptibles d’être affectées par le risque d’inondation par ruissellement et coulée de boue, notamment la Lizonne. La commune a été reconnue en état de catastrophe naturelle au titre des dommages causés par les inondations et coulées de boue survenues en 1982, 1983, 1999 et 2010,.

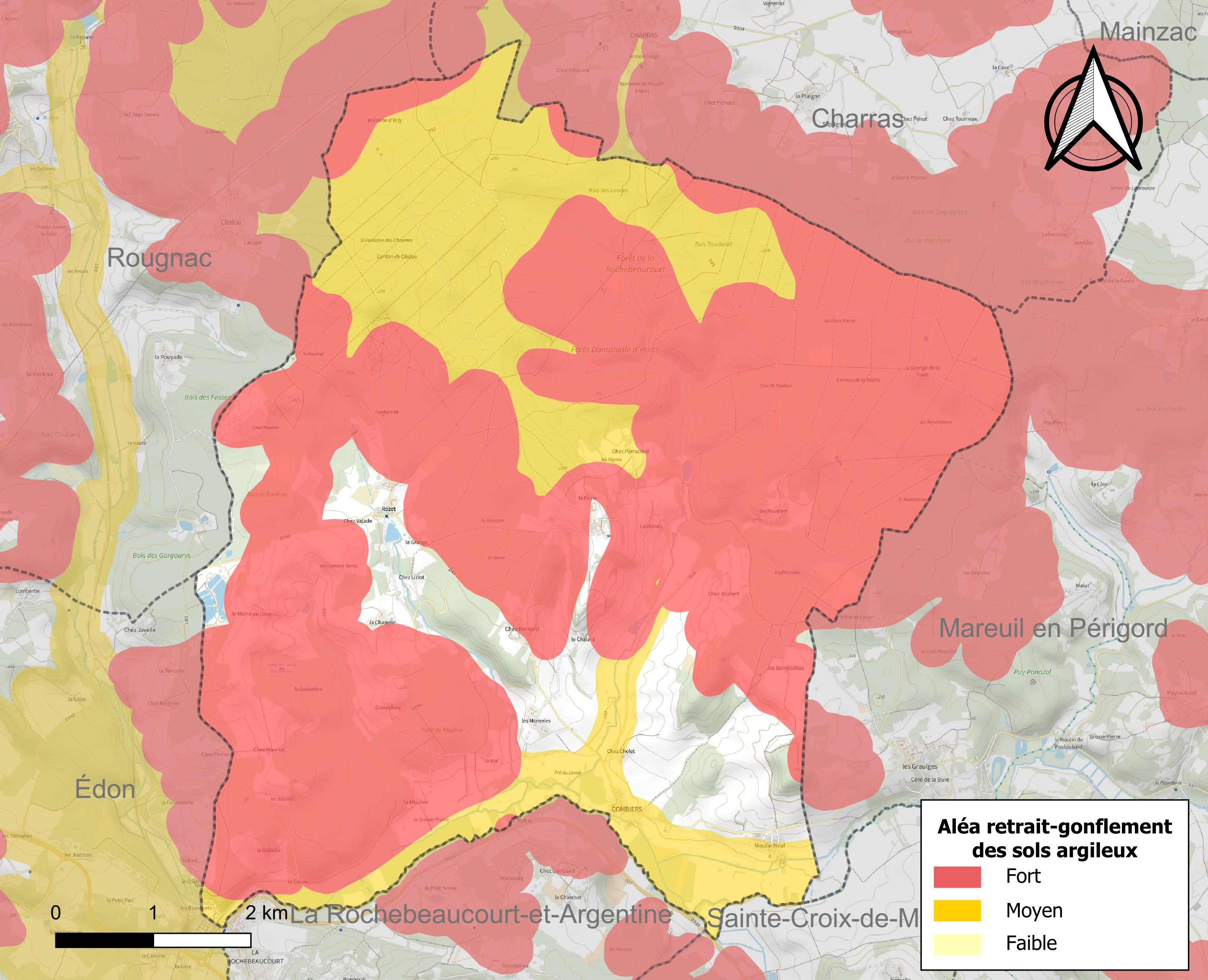
Carte des zones d'aléa retrait-gonflement des sols argileux de Combiers.

Les mouvements de terrains susceptibles de se produire sur la commune sont des glissements de terrain.
Le retrait-gonflement des sols argileux est susceptible d'engendrer des dommages importants aux bâtiments en cas d’alternance de périodes de sécheresse et de pluie. 87,8 % de la superficie communale est en aléa moyen ou fort (67,4 % au niveau départemental et 48,5 % au niveau national). Sur les 108 bâtiments dénombrés sur la commune en 2019, 66 sont en aléa moyen ou fort, soit 61 %, à comparer aux 81 % au niveau départemental et 54 % au niveau national. Une cartographie de l'exposition du territoire national au retrait gonflement des sols argileux est disponible sur le site du BRGM,.
Par ailleurs, afin de mieux appréhender le risque d’affaissement de terrain, l'inventaire national des cavités souterraines permet de localiser celles situées sur la commune.
Concernant les mouvements de terrains, la commune a été reconnue en état de catastrophe naturelle au titre des dommages causés par des mouvements de terrain en 1999.

## Toponymie
Les formes anciennes sont Comberiis, Comberio (non datés), Comberio au XIIIe siècle, dont l'identification avec Combiers est incertaine.
Selon Dottin, cumborios signifierait « le Confluent ». En effet, Combiers est au confluent de la Lizonne et du ruisseau de la Lande. Cumborio- est un terme de nom gaulois, venant de comboro, qui pourrait avoir le même sens que l'irlandais commor : rencontre, confluent.
Selon Dauzat, le nom de Combiers viendrait de combe, employé dans tout le grand Sud de la France et en particulier en Charente, signifiant petite vallée, avec le suffixe collectif -arium.

### Langues
La commune est dans la partie occitane de la Charente qui en occupe le tiers oriental, et le dialecte est limousin.
Elle s’écrit Combier en occitan.

## Histoire

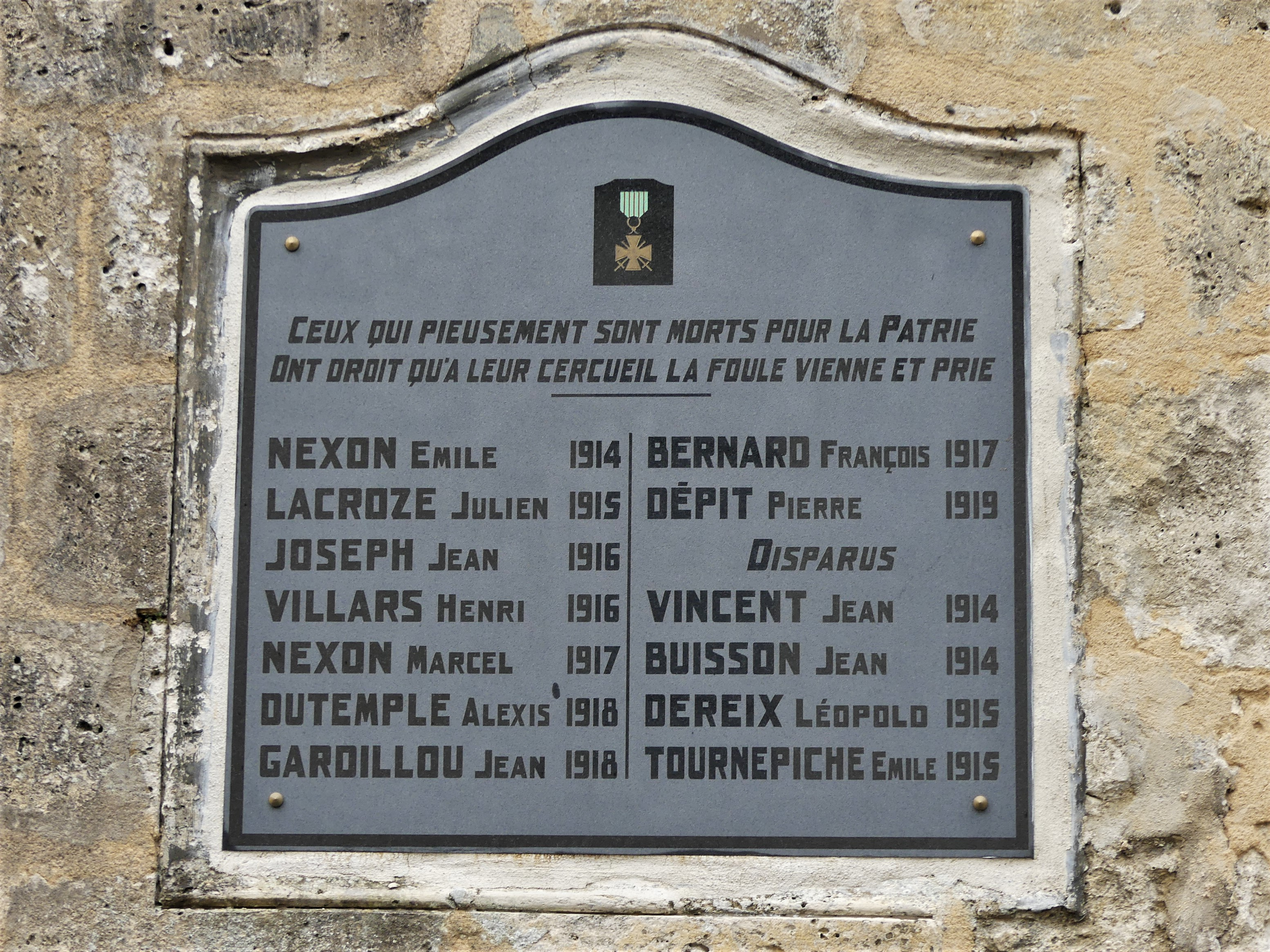
Plaque apposée sur la façade occidentale de l'église.

Sous l'Ancien Régime, l'histoire de Combiers est liée à celle des seigneurs de La Rochebeaucourt, la famille Galard de Béarn depuis le XVIe siècle, ainsi qu'à celle de la forêt.
La forêt a attiré au Moyen Âge les religieux du prieuré de Rauzet.
Grâce aux mines de fer de la commune et à l'eau de la Lizonne, une forge a été construite par les Galard de Béarn au XVIIe siècle. Ce haut fourneau a été reconstruit en 1853 et possédé par la famille Cordebart. Le sable a été exploité pour faire des moules de fonderie. En 1870, la forge a été reconvertie en distillerie d'alcool de betteraves, puis tout récemment en une discothèque.
Vers cette même époque, le domaine du château, devenu forêt de La Rochebeaucourt, en grande partie sur la commune de Combiers mais aussi sur les communes d'Édon, Rougnac, Charras et La Rochebeaucourt, appartenait à une société chargée de son exploitation (président : Jean Claret).
La commune possédait aussi au début du XXe siècle une petite minoterie sur la Nizonne, au Moulin Neuf.

## Politique et administration

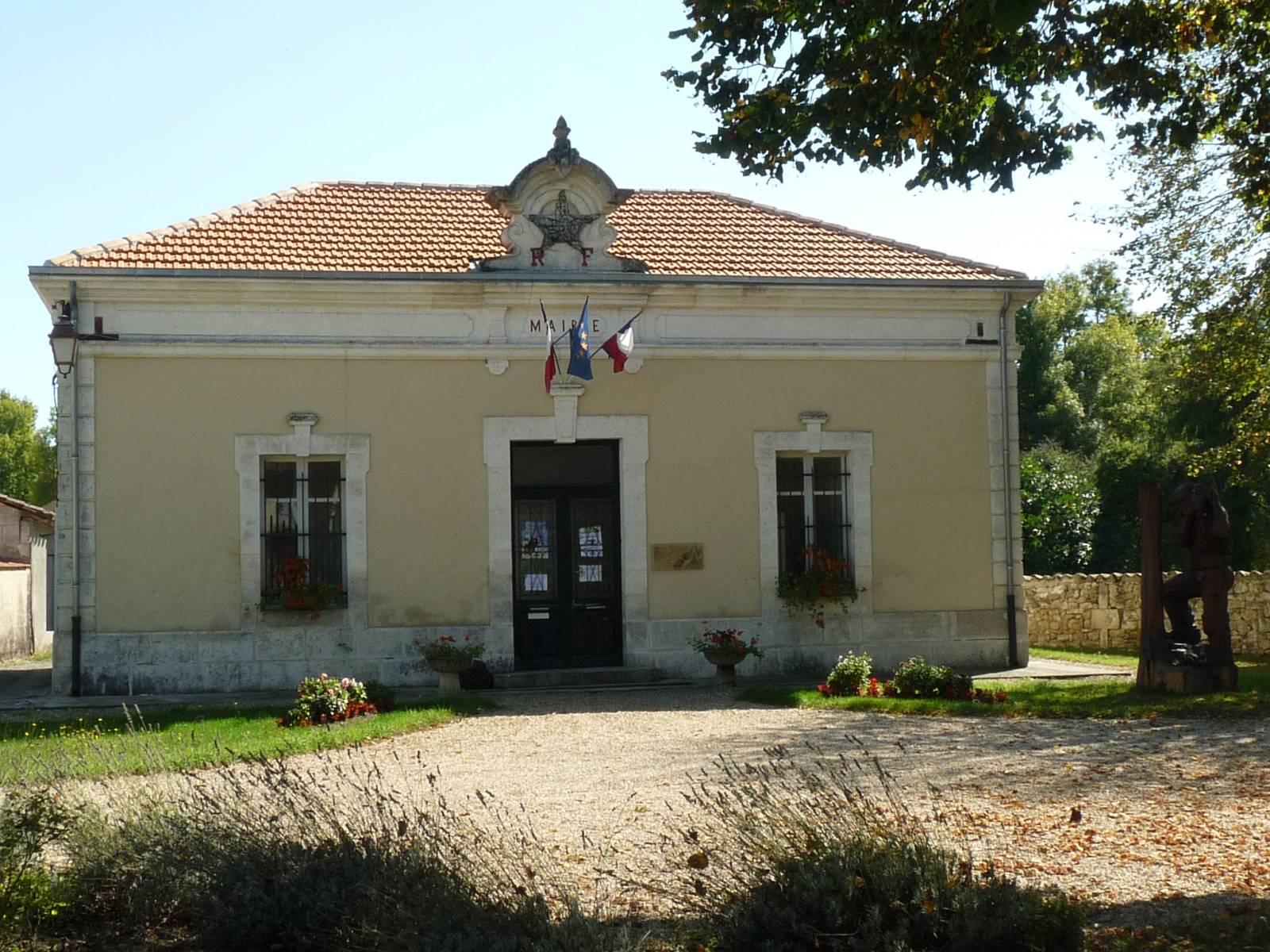
Mairie de Combiers

.
| Période                                  | Période   | Identité                                     | Étiquette | Qualité              |
| ---------------------------------------- | --------- | -------------------------------------------- | --------- | -------------------- |
| Les données manquantes sont à compléter. |           |                                              |           |                      |
|                                          |           |                                              |           |                      |
| avant 1988                               | ?         | Guy Thivaud                                  |           |                      |
|                                          |           |                                              |           |                      |
| 2001                                     | mars 2014 | Raymond Borderon                             | SE        | Agriculteur          |
| mars 2014                                | En cours  | Patrick Épaud Réélu pour le mandat 2020-2026 | DVD       | Dirigeant de société |

## Démographie

### Évolution démographique
L'évolution du nombre d'habitants est connue à travers les recensements de la population effectués dans la commune depuis 1793. Pour les communes de moins de 10 000 habitants, une enquête de recensement portant sur toute la population est réalisée tous les cinq ans, les populations de référence des années intermédiaires étant quant à elles estimées par interpolation ou extrapolation. Pour la commune, le premier recensement exhaustif entrant dans le cadre du nouveau dispositif a été réalisé en 2007.

En 2022, la commune comptait 126 habitants, en évolution de +1,61 % par rapport à 2016 (Charente : −0,48 %, France hors Mayotte : +2,11 %).
| 1793 | 1800 | 1806 | 1821 | 1831 | 1841 | 1846 | 1851 | 1856 |
| ---- | ---- | ---- | ---- | ---- | ---- | ---- | ---- | ---- |
| 619  | 679  | 700  | 630  | 638  | 675  | 627  | 631  | 609  |

| 1861 | 1866 | 1872 | 1876 | 1881 | 1886 | 1891 | 1896 | 1901 |
| ---- | ---- | ---- | ---- | ---- | ---- | ---- | ---- | ---- |
| 624  | 558  | 558  | 542  | 504  | 506  | 445  | 444  | 407  |

| 1906 | 1911 | 1921 | 1926 | 1931 | 1936 | 1946 | 1954 | 1962 |
| ---- | ---- | ---- | ---- | ---- | ---- | ---- | ---- | ---- |
| 386  | 379  | 341  | 342  | 319  | 325  | 360  | 271  | 242  |

| 1968 | 1975 | 1982 | 1990 | 1999 | 2006 | 2007 | 2012 | 2017 |
| ---- | ---- | ---- | ---- | ---- | ---- | ---- | ---- | ---- |
| 214  | 154  | 145  | 127  | 115  | 116  | 116  | 123  | 124  |

| 2022 | - | - | - | - | - | - | - | - |
| ---- | - | - | - | - | - | - | - | - |
| 126  | - | - | - | - | - | - | - | - |

### Pyramide des âges
La population de la commune est relativement âgée.
En 2018, le taux de personnes d'un âge inférieur à 30 ans s'élève à 16,9 %, soit en dessous de la moyenne départementale (30,2 %). À l'inverse, le taux de personnes d'âge supérieur à 60 ans est de 41,9 % la même année, alors qu'il est de 32,3 % au niveau départemental.
En 2018, la commune comptait 67 hommes pour 56 femmes, soit un taux de 54,47 % d'hommes, largement supérieur au taux départemental (48,41 %).
Les pyramides des âges de la commune et du département s'établissent comme suit.
| Hommes | Classe d’âge | Femmes |
| ------ | ------------ | ------ |
| 1,5    | 90 ou +      | 3,6    |
| 10,3   | 75-89 ans    | 17,9   |
| 20,6   | 60-74 ans    | 32,1   |
| 32,4   | 45-59 ans    | 25,0   |
| 13,2   | 30-44 ans    | 10,7   |
| 8,8    | 15-29 ans    | 1,8    |
| 13,2   | 0-14 ans     | 8,9    |

| Hommes | Classe d’âge | Femmes |
| ------ | ------------ | ------ |
| 1      | 90 ou +      | 2,7    |
| 9,2    | 75-89 ans    | 12     |
| 20,6   | 60-74 ans    | 21,3   |
| 20,7   | 45-59 ans    | 20,3   |
| 16,8   | 30-44 ans    | 16     |
| 15,6   | 15-29 ans    | 13,4   |
| 16,1   | 0-14 ans     | 14,3   |

## Économie

### Agriculture
La viticulture occupe une petite partie de l'activité agricole. La commune est située dans les Bons Bois, dans la zone d'appellation d'origine contrôlée du cognac.

## Lieux et monuments
- Église de Rauzet ou Rozet, édifice roman de la seconde moitié du XIIe siècle, ancien prieuré, élevé par l'ordre de Grandmont; classée monument historique le 14 décembre 1992[47],[48].

- L'église paroissiale Saint-Fiacre, édifice massif de style roman, avec extension de la nef d'un côté comme on en trouve parfois dans la région (par exemple Édon ou Rouzède). Elle dépendait du chapitre cathédral de La Rochebeaucourt. La chapelle grandmontaine de Rauzet servit d'annexe à la paroisse de Combiers et le cloître de cimetière.
- Arboretum du Clédou, partie de la forêt d'Horte, occupe une surface de 6 ha et comporte 35 essences[49]

- La discothèque la Forge était l'ancienne forge mentionnée dès le XVIIe siècle[37] (voir Histoire).

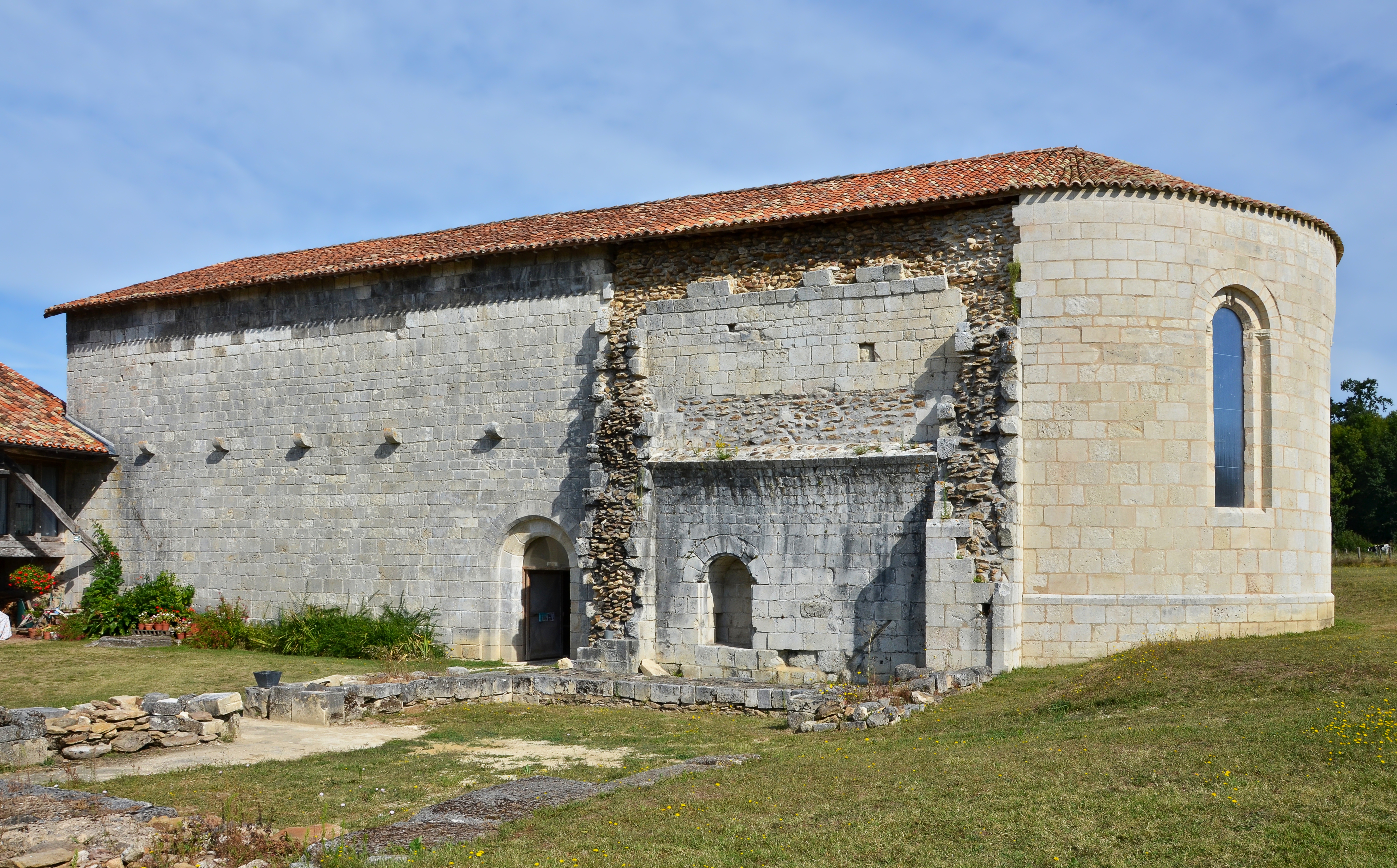
L'église de Rauzet.
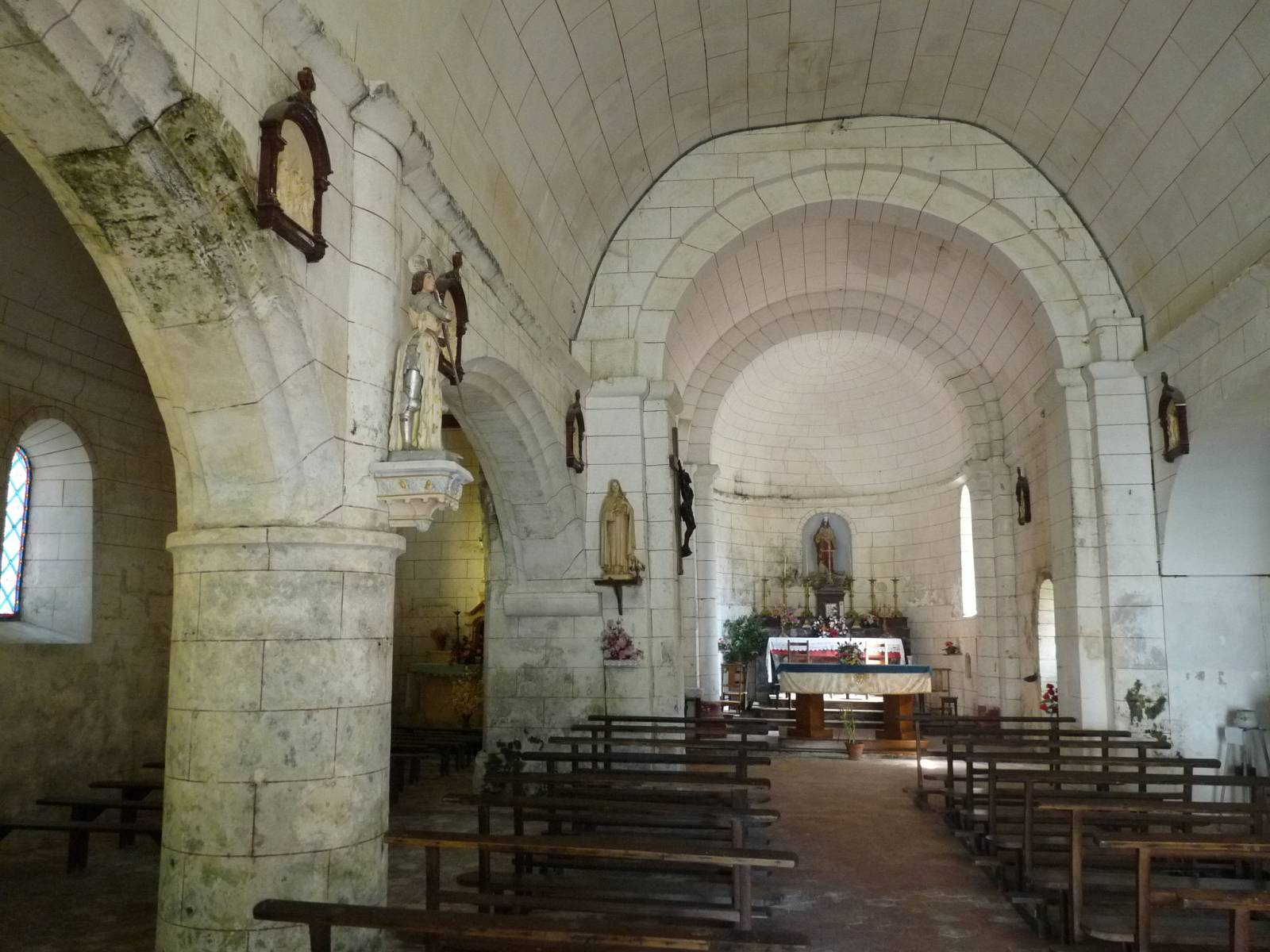
La nef principale de l'église Saint-Fiacre.

## Héraldique
| Blason de Combiers | Blason  | De sinople à la bande ondée d'argent accompagnée de deux croisettes du même, au franc-quartier de gueules chargé d'une enclume d'or surmontée de deux marteaux adossés en chevron du même. |
| Blason de Combiers | Détails | Le statut officiel du blason reste à déterminer. |